# Бархин, Константин Борисович
Константин Борисович (Беркович) Бархин (1876—1938) — советский педагог, методист по русскому языку, профессор. Незаконно репрессирован, реабилитирован посмертно.

## Биография
После самостоятельной подготовки сдал экзамен на аттестат зрелости в Первой Одесской (Ришельевской) гимназии. В 1903 году поступил на историко-филологический факультет Новороссийского университета. За участие в студенческих беспорядках был исключён из университета и сослан в Бобруйск, затем переведён в Архангельскую губернию. Смог восстановиться в университете, окончить его и даже получить право на публикацию в университетском сборнике своих историко-литературных работ, за которые получил две медали. 
Педагогическую деятельность начал в 1905 году. До революции преподавал русский язык и литературу в Одесской еврейской общественной торговой школе (училище) и Еврейской гимназии Иглицкого.
После революции работал учителем начальных классов, позже на рабфаке.  В 1920—1922 годах преподавал русскую литературу в еврейском секторе факультета социального воспитания Одесского института народного образования. С 1925 года работал в редакции БСЭ учёным секретарем, затем заместителем редактора отдела литературы, языка и искусств. В начале 30-х годов —  инспектор в секторе кадров Наркомпроса РСФСР.
С 1930 года — доцент Московского института новых языков. В 1934 году постановлением ВАК был утверждён в звании профессора. После 1934 года заведовал кафедрой русского языка в МГПИ имени А. С. Бубнова, был деканом факультета русского языка и литературы.
Главное место в его деятельности занимали вопросы методики преподавания русского языка: развитие устной и письменной речи учащегося, выразительное чтение, словарная работа, грамматическая стилистика. Сотрудничал c журналами «Русский язык в советской школе», «Литература и язык в политехнической школе» и др.
В 1938 году был репрессирован и умер спустя два месяца после ареста. Посмертно реабилитирован.

### переводы
- Бархин К.. Гроза и ночь: Стихотворения. — СПб, 1913